# Солнечное (Житомирская область)
Солнечное (укр. Сонячне) — село на Украине, находится в Житомирском районе Житомирской области.
Код КОАТУУ — 1822083204. Население по переписи 2001 года составляет 541 человек. Почтовый индекс — 12410. Телефонный код — 412. Занимает площадь 71,8 км².

## Адрес местного совета
12410, Житомирская область, Житомирский р-н, с. Каменка, ул. Сосновая, 1